# Orientalisme (études orientales)
Ne doit pas être confondu avec Orientalisme (mouvement artistique du XIXe siècle).
 (janvier 2014).
Si vous disposez d'ouvrages ou d'articles de référence ou si vous connaissez des sites web de qualité traitant du thème abordé ici, merci de compléter l'article en donnant les références utiles à sa vérifiabilité et en les liant à la section « Notes et références ».
L'orientalisme – ou orientologie – est une discipline scientifique ayant pour objet l'étude des langues et des civilisations orientales, notamment sur les plans historique, culturel, artistique, religieux et linguistique.
On peut notamment citer parmi ses composantes la japonologie, la sinologie, la tibétologie, l'indologie, l'assyriologie, ou encore l'égyptologie et l'islamologie. D'autres disciplines sont au carrefour de plusieurs de ces cultures, comme la dunhuangologie.

## Histoire

### Le point de vue d'Edward Saïd

Le Bain turc

Le professeur de littérature comparée Edward Saïd s'est livré, dans son œuvre principale, L'Orientalisme (1978), à une déconstruction de l'orientalisme depuis ses débuts jusqu'à son application récente pour justifier la guerre en Irak.
Le constat de départ vient des experts géopolitiques sur le Moyen-Orient, qui se présentent comme des sommités dans leur domaine alors qu'ils ne parlent pas la langue des peuples dont ils décrivent les cultures et sociétés.
Dans son livre, Edward Saïd relie ces études orientales à la pratique de l'orientalisme dans l'Europe du XIXe siècle, notant que ce développement spectaculaire de connaissances en ethnologie, sociologie, ou encore archéologie accompagne l'apogée de l'ère coloniale. Ainsi le discours de 1910 d'Arthur Balfour affirmant que l'Angleterre connaît mieux l'Égypte que l'Égypte elle-même, grâce à l'égyptologie ; ce qui légitime la présence de l'administration coloniale. Pour Saïd, l'orientalisme, sans être une idéologie politique, est un courant de pensée qui a « légitimé d'un point de vue culturel l'impérialisme colonial européen ». D'une manière plus générale, il met en exergue que l'Occident s'est construit en définissant, par la négative, ce qu'il n'était pas, projetant sur un Orient fantasmé et exotique sa distinction de l'Autre. On retrouve donc par le clivage occidental/oriental une perpétuation du schéma de pensée civilisé/barbare, qui se retrouve intuitivement par le fait que les dits orientaux ne se définissent pas comme tels, alors que les ressortissants occidentaux se nomment ainsi eux-mêmes.

### De l'orientalisme aux études asiatiques
Dans une Préface nouvelle qui accompagne la réédition de son livre en 2003, Edward Saïd a relié le sujet à la préparation médiatique de l'opinion américaine à la veille de l'invasion en Irak, fustigeant un recours grossier des médias à la présentation des poncifs occidentaux sur le monde oriental, parfaite illustration de son étude sur les effets de l'orientalisme dans l'inconscient collectif : dénigrement des sociétés comme primitives, archaïsmes dans la religion, place des femmes dans la société islamique.
L'acception américano-centrée de l'adjectif Eastern se rapportant plus à l'Extrême-Orient qu'au Proche-Orient pour les Européens, se développent aujourd'hui aux États-Unis les études asiatiques (en).
Les études de l'Asie de l'Est (en anglais : East Asian Studies), qui comprennent habituellement la Chine (sinologie et/ou études chinoises), les deux Corées (études coréennes) et le Japon (japonologie et/ou études japonaises).

## En France
Au XVIIe siècle, avec la découverte des textes syriaques, persans et arabes, l’orientalisme commence à se constituer en tant que discipline scientifique. Les autorités religieuses françaises font appel aux maronites de Rome pour combler leurs lacunes en la matière. La création par Colbert, en 1669, de l'École des Jeunes de Langues, destinée à former des interprètes en langues orientales, est un premier pas dans la diffusion de la connaissance de la culture orientale en France. L'obligation faite aux étudiants, au terme de leur cursus, de traduire une œuvre, va enrichir le fonds des bibliothèques d'œuvres désormais accessibles au public. Entre 1730 et 1750, 125 ouvrages sont ainsi traduits du turc en français. La culture orientale est connue d'abord par les récits de voyages de François Bernier et de Jean Chardin. En 1697, Barthélémy d'Herbelot publie sa Bibliothèque orientale, qui sera un livre de référence pour les deux siècles suivants. Antoine Galland fait beaucoup pour faire connaître l'Orient au grand public, en traduisant les Mille et une nuits en 1704 et les Fables de Bidpaï.
La Société asiatique et le Journal asiatique regroupent les chercheurs Silvestre de Sacy, Garcin de Tassy, Clément Huart, Friedrich Eduard Schulz, Grangeret de la Grange, Hammer… Tous ces chercheurs ont le sentiment que tout reste à découvrir sur l'Orient et ils entreprennent un travail important de fouilles, de traduction (de l'arabe, du persan, de l'hindoustani, du sanskrit…) et d'études sur le terrain.
À l'Académie des inscriptions et belles-lettres, la section des orientalistes rassemble des membres qui étudient chacun des espaces géographiques variés (depuis la Méditerranée méridionale et orientale jusqu’à l’Extrême-Orient) sur différentes périodes chronologiques (depuis l’Antiquité de l’Égypte et de la Mésopotamie, en passant par la conquête arabo-musulmane jusqu'à l’Inde et la Chine modernes).